# 帕拉达 (布拉干萨)
帕拉达 (布拉干萨)是葡萄牙布拉干萨区的一个堂区。总面积36.49平方公里，总人口604人，人口密度16.6人/平方公里。